# 因蒂

因蒂

因蒂（Inti，一作印蒂）是印加神話中的太陽神，亦是印加帝國的守護神，一般認為他是創世神維拉科查的兒子。印加人則自視為因蒂的後裔。

## 對因蒂的崇拜
印加的宗教與大自然息息相關，太陽所提供的光與熱對生命極為重要，因此，因蒂亦被視為賜予生命的神祇。大部分冀望獲得豐富收成的農夫都會崇拜因蒂。儘管他受崇拜的程度僅次於維拉科查，但他卻能得到最多的祭品。薩帕·印卡（即印加帝國的君主）就自稱為是因蒂在俗世的繼承人。
因蒂與其妻子大地女神帕查瑪瑪（Pachamama）一般被視為是一對仁慈的神祇。因蒂的妹妹月神瑪瑪基利亞（Mama Quilla）亦是他的妻子。
儘管對因蒂的崇拜一直存在，但印加的第九代統治者帕查庫特克有系統地向百姓進行推廣，令因蒂的信仰風行全國。他在全國各地建立供奉因蒂的太陽神神廟，透過宗教加強統治。

## 傳說與歷史

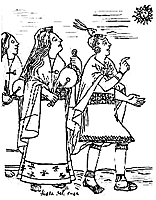
印加傳說中的曼科·卡帕克（右一）與瑪瑪·奧克略（右二），右上角的就是他們崇拜的太陽神因蒂

根據古代印加神話，因蒂將文明傳授於其子曼科·卡帕克及其女瑪瑪·奧克略（Mama Ocllo），然後再由他們把知識傳授於人類。
因蒂命子女建立印加的首都，於是他們從的的喀喀湖出發，每到一地便嘗試將黃金手杖插入泥土，但都不成功，其後，他們到達現今名為庫斯科的地方，曼科·卡帕克終於把黃金手杖成功插入泥土，他們認為這是太陽神的啟示，便在庫斯科定居下來。
太陽神的大祭司名為「維利亞克·烏穆」（Willaq Umu）。印加人相信薩帕·印卡為因蒂在地上的兒子。大祭司在國內擁有第二大權力，他是直接受命於薩帕·印卡，他們之間通常都是兄弟關係。
因蒂的另一名為「阿普·蓬喬」（Apu Punchau），意思是「白天的領袖」。因蒂的形象通常是一幅中間為人面的黃金盤，西班牙征服者於1751年入侵時曾奪去一塊，並送返西班牙，及後卻不知所終。

## 太陽祭

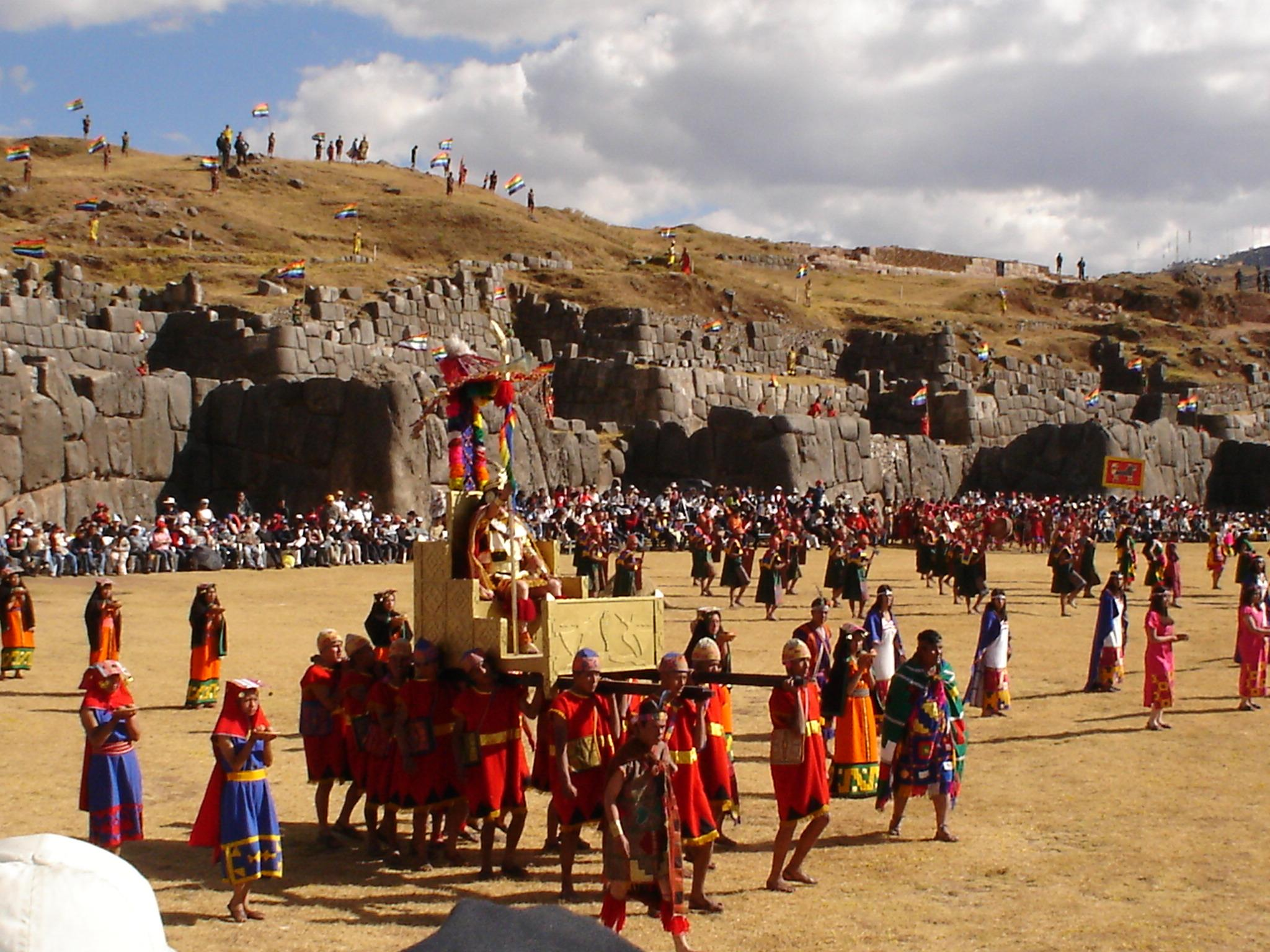
印加帝國太陽祭盛況的重現

在庫斯科舉行的太陽祭（名為「因蒂·拉伊米」或「因蒂普·拉伊米」；克丘亞語：Inti Raimi／Intip Raimi，意思是「太陽的復活」或「太陽的路徑」）每年都吸引數以千計的遊客參觀。太陽祭在冬至（按：對位於南半球的印加帝國來說，北半球的夏至正是他們的冬至）舉行，其時是6月24日。當日，全國上下都會參與這盛會，軍隊隊長、政府官員及各諸候都會精心打扮，並帶備最精良的武器及樂器赴會。
整個祭典長達九日，在開始之前三天，眾人須齋戒，禁生火、禁慾。儀式由印加國王親自主持。黎明前夕，所有人都會在庫斯的廣場迎接太陽升起，當第一線曙光乍現的時候，他們會向太陽崇拜，然後國王會向太陽敬酒，美酒流經過地上的管道直通太陽神廟內，象徵太陽已經喝下國王所敬奉的酒，接著國王就會將酒分給各人飲用。
之後，眾人會抵達太陽神廟前，只有國王和王室成員才能進廟內進行奉獻。奉獻過後就會向神明獻祭牲畜，並從剖開牲畜，以其內臟的形態作為占卜的結果。所有用作獻祭的牲口最後都會分給慶典上的男女老少。而居於太陽神廟供奉因蒂的太陽貞女亦會準備一種名為「桑庫」的麵食供大家享用。經過連續九天的狂歡後，眾人就會各自回家。

## 大眾文化
- 輕小說《加速世界》－在無限制中立空間裡面的大火球形狀神獸級公敵（Enemy），會蒸發水屬性攻擊和吸收火屬性攻擊，靠近就會被高溫灼傷而死亡。

## 資料來源
1. ↑  何國世（2006年）：《祕魯史：太陽的子民》，43頁，台北：三民書局
2. ↑  沈小榆（2002年）：《失落的文明：印加》，57頁，香港：三聯書店（香港）有限公司
3. ↑  沈小榆（2002年）：《失落的文明：印加》，58頁，香港：三聯書店（香港）有限公司
4. ↑  拉丁美洲神話精選—印加篇[永久]
5. ↑  沈小榆（2002年）：《失落的文明：印加》，62頁，香港：三聯書店（香港）有限公司
6. ↑  何國世（2006年）：《祕魯史：太陽的子民》，44頁，台北：三民書局
7. ↑  沈小榆（2002年）：《失落的文明：印加》，77—79頁，香港：三聯書店（香港）有限公司

## 外部連結
维基共享资源上的相關多媒體資源：因蒂